# Matrice BCG
 (décembre 2021).
La matrice BCG (Boston Consulting Group, fin des années 1960) est un outil d'analyse stratégique inventé par Bruce Henderson. Utilisée en stratégie d'entreprise, elle permet de justifier des choix d'allocation de ressources entre les différentes activités d'une entreprise diversifiée, présente sur plusieurs domaines d'activité stratégique (DAS en français, SBU - Strategic Business Unit - en anglais).
Cet outil est utilisé par extension en marketing pour évaluer l'équilibre du portefeuille de produits d'un DAS, mais ce n'est pas sa fonction initiale.

## Construction

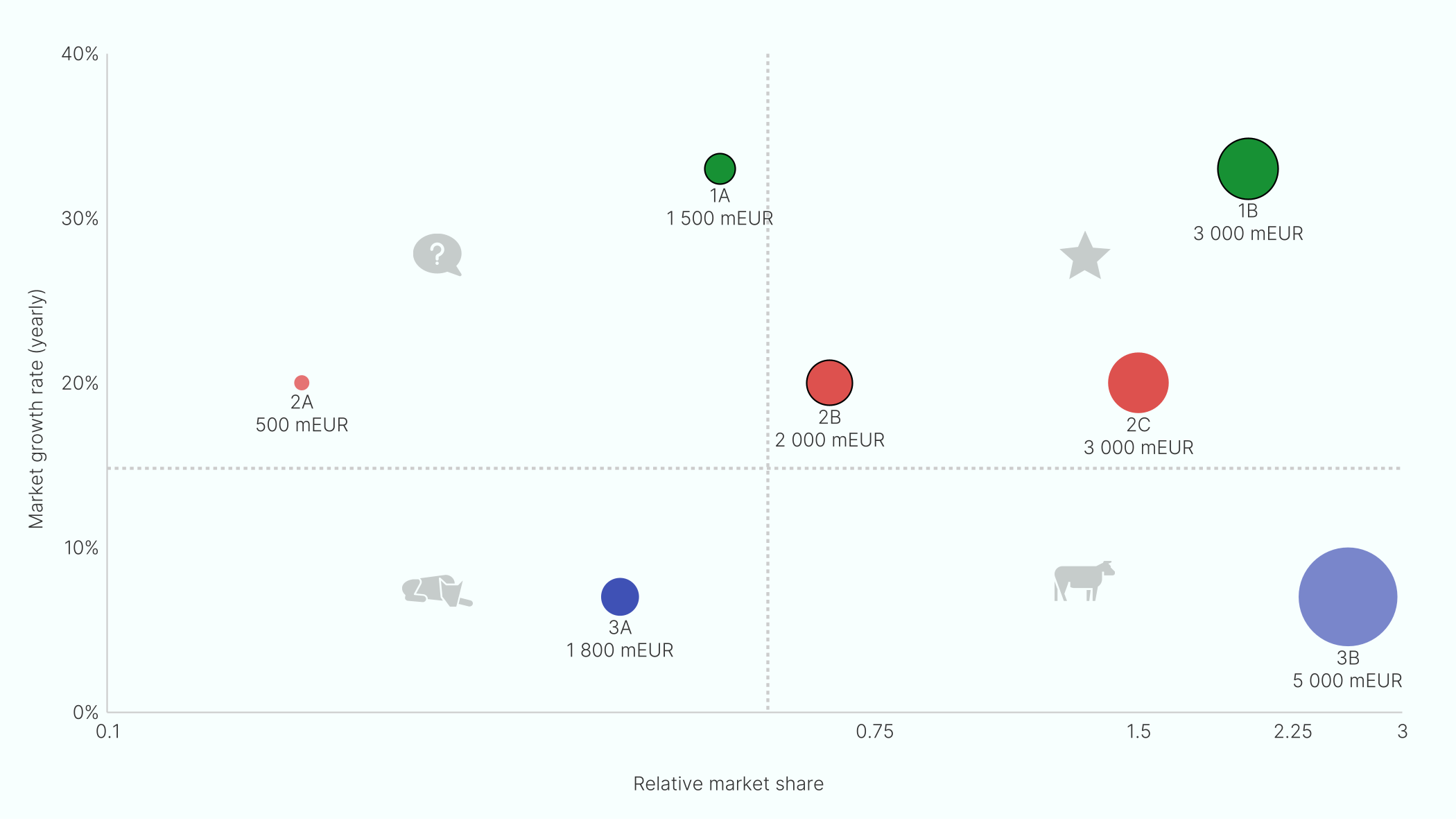
La matrice du BCG. Le taux de croissance est à modifier en fonction de celui du secteur d'activité. La matrice a été créée avec Fancy BCG Matrix

La matrice BCG permet de positionner chacun des DAS de l'entreprise selon deux axes :
- ce que rapporte chaque DAS, mesuré par sa part de marché relative, c'est-à-dire la part de marché du DAS divisée par celle du leader sur le même marché (ou par rapport au numéro 2 sur le marché si l'entreprise est elle-même leader). Un chiffre de 0,5 révèle que l’entreprise détient une part de marché égale à 50 % de celle détenue par le leader. Un chiffre de 4 signifie que l'entreprise est leader et détient une part de marché quatre fois supérieure à celle du numéro 2 du marché.
- ce que coûte chaque DAS, mesuré par le taux de croissance de son marché. Chaque DAS ayant une croissance différente, on adaptera l'échelle en conséquence.

On représente ensuite les DAS par des bulles, dont la surface (et non le diamètre) est proportionnelle à la contribution du DAS au chiffre d'affaires total de l'entreprise.
L'analyse peut être effectuée à l'aide de tableurs ordinaires. Des solutions basées sur le Web sont également disponibles.

## Utilisation
La matrice BCG repose sur trois hypothèses :
- chaque activité a un taux de croissance dépendant de son cycle de vie :
  - plus l’activité est jeune, plus les investissements sont importants (le DAS consomme des flux de trésorerie),
  - réciproquement, plus l’activité est âgée moins les investissements sont importants (le DAS génère des flux de trésorerie) ;
- plus la part de marché relative du DAS est élevée, plus il est rentable, car il profite de l'effet d'expérience ;
  - l'idée est que plus le DAS a une part de marché relative élevée, plus il va vendre, donc produire en plus grande quantité, ce qui lui permettra d'abaisser son coût de production (du fait des économies d'échelle, des économies d'expérience et des innovations de procédé). Dans cette logique, la rentabilité est directement corrélée au volume de production cumulé ;
- chaque activité dégage un résultat financier déduit des deux relations précédentes ;
  - ainsi si un DAS est arrivé à maturité et qu'il dispose d'une part de marché élevée, ses bénéfices vont être élevés (peu d'investissements et marge importante). L'entreprise va pouvoir utiliser les flux de trésorerie (cash flows) dégagés par ce DAS pour financer le développement d'une autre activité.

Le croisement des situations et des positions débouche sur un tableau à 4 cases. Chacune d’elles possède des caractéristiques commerciales et financières qui justifient son nom et la stratégie à suivre.
| Croissance | Vedette      | Dilemme    |
| Stagnation | Vache à lait | Poids Mort |
|            | Leader       | Suiveur    |

La matrice BCG permet ainsi de classer les produits en fonction de leur aptitude à générer du cash, tout en prenant en compte la croissance du marché, ainsi que leur part de marché relative :
- vedette (ou étoile) : part de marché relative élevée sur un marché en forte croissance. Fort besoin de liquidité pour continuer la croissance (ex : les smartphones pour Samsung) ;
- vache à lait : part de marché relative élevée sur un marché en faible croissance, en phase de maturité ou en déclin. Exigeant peu d'investissements nouveaux et dégageant des flux financiers importants qui devront être réinvestis intelligemment sur les vedettes et les dilemmes (ex : la Freebox dans le portefeuille d'activités d'Iliad) ;
- dilemme : part de marché relative faible sur un marché en croissance élevée. Peu rentable, voire déficitaire en termes de flux financiers, nécessite des investissements importants pour l'acquisition d'une bonne part de marché relative afin de ne pas devenir des poids morts (ex : Free mobile dans le portefeuille d'activités d'Iliad) ;
- poids mort : part de marché relative faible sur un marché en faible croissance. Faible potentiel de développement, peu consommateur de capitaux, ne dégage pas de flux financiers stables, faible rentabilité voire nulle ou négative (ex. : "Ma ligne Visio", offre visiophonie dans le portefeuille d'activités de France Telecom).

Pour les activités qualifiées de vedettes ou de poids morts, le choix d'allocation de ressources est clair : investir à fond sur les premières et délaisser (voire tenter de céder) les secondes.

Les cas des vaches à lait et des dilemmes sont plus complexes. Très souvent, une entreprise se servira des flux de trésorerie générés par ses vaches à lait pour financer ses dilemmes ; ces derniers constituent un investissement moins sûr mais qui peut rapporter beaucoup à terme, à condition d'arriver à les transformer en vedettes (en leur faisant gagner des parts de marché avant que le marché ne stagne). Dans le cas où l'on ne parvient pas à faire des dilemmes des vedettes avant que le marché ne stagne, ils deviennent des poids morts.

## Limites importantes
L'idée du BCG était de fournir à ses clients une visualisation leur permettant de constituer un portefeuille d'activités équilibré (posséder suffisamment de DAS Vaches à lait pour financer les Vedettes et les Dilemmes, de manière à équilibrer la génération et la consommation de flux de trésorerie).

### Un outil limité à quelques secteurs d'activité
La principale limite de ce modèle est qu'il est uniquement pertinent pour des DAS qui profitent d'un effet d'expérience élevé (par exemple dans la sidérurgie, les semi-conducteurs, la banque de dépôt, etc.). Pour les DAS dans lesquels l'effet d'expérience est faible, la rentabilité n'a pas de raison d'être corrélée avec la part de marché. C'est le cas par exemple dans l'industrie du luxe, où les entreprises les plus rentables ne sont pas nécessairement celles qui possèdent la part de marché la plus forte. Plus généralement, lorsque la stratégie retenue par l'entreprise est une stratégie de différenciation ou de focalisation et non une stratégie de volume fondée sur l'effet d'expérience, utiliser la matrice BCG peut conduire à prendre de mauvaises décisions d'allocation de ressources : selon la matrice BCG, le portefeuille d'activités de LVMH ne comprend que des poids morts, qui devaient donc tous être revendus.

### Un outil financièrement déphasé
Par ailleurs, l'hypothèse selon laquelle certaines activités doivent financer les autres ne prend pas en compte la possibilité de ressources financières externes (emprunts, entrée de nouveaux investisseurs, émission d'actions, introduction en Bourse, etc.). Le modèle repose donc sur un principe d'autofinancement qui n'est plus en phase avec la finance moderne.

### Un outil qui ne tient pas compte des synergies
Enfin, ce modèle ne tient aucun compte des synergies qui peuvent exister entre plusieurs DAS : un DAS qualifié de "poids mort" peut en fait se révéler très utile. Il peut par exemple permettre à un autre DAS partageant certains de ses actifs de renforcer ses économies d'échelle ou lui apporter un complément de gamme facilitant sa commercialisation : selon la matrice BCG, BMW aurait depuis longtemps dû arrêter de fabriquer des motos.

### Conclusions: des conditions d'utilisation très rares
Au total, les conditions dans lesquelles la matrice BCG peut être utilisée de manière pertinente sont extrêmement rares : il faut que l'entreprise privilégie l'autofinancement, qu'elle présente uniquement des DAS suivant une stratégie de volume, et entre lesquels il n'y a pas de synergies. Ces conditions très restrictives limitent très fortement l'utilisation de la matrice BCG, que ce soit en entreprise ou dans un cadre pédagogique. De même, la matrice BCG n'est pas utilisable directement dans les entretiens de recrutement des cabinets de conseil lors des études de cas.